# Георги Данаилов (просветен деец)
Вижте пояснителната страница за други личности с името Георги Данаилов.
Георги Данаилов Иванов е български просветен деец от късното българско възраждане в Македония.

## Биография
Данаилов е роден на 4 март 1877 година в североизточния македонски български град Кратово.  Завършва Педагогическото училище в Кюстендил, след това гимнастически курсове в Прага, Австро-Унгария. От 1899 до 1908 година е образцов учител в Основното училище и учител по гимнастика в Педагогическото училище в Казанлък. Дълги години ръководи юнашкото дружество „Осоговски юнак“ в Кюстендил. Той е един от учредителите на Безплатната ученическа трапезария, председател на Колоездачното дружество и член на училищното настоятелство.
От 1908 година, когато става учител в Скопие, организира юнашки дружества в Скопие и в различни други селища из Македония.
Участва във войните за национално обединение. През Балканската война в 1912 година е доброволец в Македоно-одринското опълчение, в  15 щипска дружина. Три пъти е награждаван с кръст за храброст и през Първата световна война е произведен в офицерски чин.
След 1919 година, открива в София магазин за търговия с предмети, свързани с юнашкото движение. Дарител е на Съюза „Юнак“.
Умира на 5 май 1928 година.